# Einzel am Wald
Einzel am Wald ist ein Gemeindeteil der Stadt Münchberg im Landkreis Hof (Oberfranken, Bayern). Einzel am Wald liegt in der Gemarkung Meierhof bei Münchberg.

## Geografie
Die Einöde bildet mit Unfriedsdorf im Westen eine geschlossene Siedlung. Etwas weiter östlich fließt ein namenloser linker Zufluss der Pulschnitz.

## Geschichte
Von 1797 bis 1810 unterstand Einzel am Wald dem Justiz- und Kammeramt Münchberg. Infolge des Ersten Gemeindeedikts wurde Einzel am Wald dem 1812 gebildeten Steuerdistrikt Meierhof und der zugleich entstandenen die Ruralgemeinde Meierhof zugewiesen. Im Zuge der Gebietsreform in Bayern wurde Einzel am Wald am 1. Mai 1978 nach Münchberg eingemeindet.

### Einwohnerentwicklung
| Jahr      | 1812  | 1861  | 1871  | 1885   | 1900   | 1925   | 1950   | 1961   | 1970   | 1987   |
| Einwohner | *     | 12    | 12    | 11     | 10     | 6      | 6      | 5      | 9      | †      |
| Häuser    | *     |       |       | 1      | 1      | 1      | 1      | 1      |        | †      |
| Quelle    | [ 5 ] | [ 8 ] | [ 9 ] | [ 10 ] | [ 11 ] | [ 12 ] | [ 13 ] | [ 14 ] | [ 15 ] | [ 16 ] |

## Religion
Einzel am Wald ist bis heute nach St. Peter und Paul (Münchberg) gepfarrt und evangelisch-lutherisch geprägt.